# Sassa Buregren
Sassa Buregren, född 1 april 1953 i Hässleholm men boende i Bua i Halland, är en svensk konstnär och författare. Hon arbetar främst med litterära broderier i hundradagarsprojekt och med sakprosa för barn om till exempel demokrati och feminism. Hon vann Carl von Linné-plaketten 2002 för boken Demokratihandboken.